# Carlos Kirmayr
Carlos Alberto Kirmayr (São Paulo, 23 de setembro de 1950) é um ex-tenista brasileiro.É considerado por diversos analistas esportivos, críticos de tênis e antigos tenistas como um dos dez maiores tenistas brasileiros da Era Aberta.

## Carreira
Carlos Kirmayr começou no Esporte Clube Banespa, quando tinha apenas quatro anos de idade. Depois, teve aulas nos clubes Clube de Regatas Tietê e Clube Atlético Indiano, sendo treinado neste último por Mário Perez. Com 11 anos de idade, tornou-se vice-campeão brasileiro de sua categoria.
Em 1969, aos 19, tentou a carreira fora do Brasil, jogando na Universidade de San Jose, na Califórnia. Estreou na Copa Davis em 1971. A partir de 1977 foi treinado por Paulo Cleto, que foi também seu capitão na Copa Davis.
Foi vice-campeão em Santiago, em 1976; vice no Cairo, em 1979; e, em Bogotá, em 1980. Foi campeão do Hollywood Classic, no Guarujá, em 1981, tendo que passar por Eddie Dibbs e Ilie Nastase (ambos entre os dez melhores do ranking da ATP). No mesmo ano, alcançaria sua melhor posição no ranking mundial (32°) e bateria John McEnroe, apenas dois meses antes de o bad boy se sagrar campeão de Wimbledon pela primeira vez.
Defendeu o Brasil na Copa Davis por 15 anos (de 1971 a 1987), foi o melhor brasileiro no ranking durante cinco anos e derrotou grandes nomes do tênis mundial, como Ivan Lendl, Ilie Nastase e John McEnroe. Jogando em duplas, Kirmayr chegou a 28 finais de torneios ATP e alcançou, ao lado de Cássio Motta, o posto de quinta melhor dupla do planeta. Em 1983, os dois tornaram-se os primeiros brasileiros a participarem do Masters. A competição foi disputada em Nova York.
Ao encerrar a carreira, Carlos Kirmayr tornou-se treinador de tênis. Foi capitão da equipe brasileira da Copa Davis e treinou a equipe britânica de Copa Davis, em 1986. De 1990 a 1995, foi o técnico da argentina Gabriela Sabatini, campeã do US Open em 1990 e finalista em Wimbledon. Treinou também Arantxa Sanchez e Conchita Martínez, somando 22 títulos de simples em cinco anos como técnico no circuito feminino. Treinou ainda Cássio Motta, Vanessa Menga, Cédric Pioline e Nicolas Pereira, entre outros.
É considerado como um dos melhores tenistas brasileiros de duplas de todos os tempos.